# 少帝 (南朝宋)
少帝（しょうてい）は、南朝宋の第2代皇帝。姓は劉、諱は義符、小字は車兵。

## 生涯
義熙2年（406年）、劉裕と張夫人のあいだの長男として京口で生まれた。義熙11年（415年）、豫章公世子に立てられた。義熙12年（416年）12月、宋公世子となった。元熙元年（419年）12月、宋王太子となった。永初元年（420年）6月に武帝（劉裕）が皇帝に即位すると、8月に劉義符は皇太子として立てられた。
永初3年（422年）5月、武帝が崩御すると、劉義符が皇帝として即位した。中書監の傅亮・司空の徐羨之・領軍将軍の謝晦らが少帝（劉義符）を補佐した。また武帝の死を聞いて北魏の軍が侵攻してきたが、景平元年（423年）4月に檀道済が北伐して虎牢で魏軍を撃破した。少帝は武帝の喪中にあっても礼を守らず、側近たちと馴れ合い、遊戯に節度がなかったため、朝廷の諸官らの失望を買った。景平2年（424年）5月、徐羨之らは皇太后の令と称して少帝を退位させた。徐羨之らは少帝の弟の劉義隆（文帝）を即位させた。
退位した少帝は、営陽王に封じられ、東宮に身柄を移され、さらに呉郡に移されて金閶亭に幽閉された。6月、徐羨之の派遣した中書舎人の邢安泰の手によって殺害された。

## 伝記資料
- 『宋書』巻4 本紀第4 少帝
- 『南史』巻1 宋本紀上第1 少帝